# Altidona
Altidona là một đô thị ở tỉnh Ascoli Piceno ở vùng Marche, khoảng 60 km southeast of Ancona và khoảng 35 km về phía đông bắc của Ascoli Piceno. Tại thời điểm ngày 31 tháng 12 năm 2004, đô thị này có dân số 2.629 người và diện tích 12.9 km².
Đô thị Altidona bao gồm các frazione (subdivision) Marina di Altidona.
Altidona giáp các đô thị: Campofilone, Fermo, Lapedona, Pedaso.